# Enigma (film 1929)
Enigma (Die Frau, nach der man sich sehnt) è un film muto del 1929 diretto da Kurt Bernhardt (Curtis Bernhardt).

## Trama
Henri Leblanc, ultimo discendente di una dinastia industriale ormai sull'orlo della bancarotta, per salvare l'azienda di famiglia deve sposare una ricca ereditiera. Ma sul treno che lo sta portando in luna di miele con la moglie, Henri incontra la bellissima Stascha, una donna misteriosa, legata all'ambiguo dottor Karoff. Leblanc si innamora follemente di Stascha e per lei lascia la moglie, progettando una fuga con l'amante. Karloff, allora, per fermarli, li minaccia e, quando Leblanc chiama la polizia, spara a Stascha.

## Produzione
Il film fu prodotto dalla Terra-Filmkunst e fu girato a Berlino, nei Terra-Glashaus Berlin-Marienfelde nel gennaio e nel febbraio 1929.

## Distribuzione
Distribuito dalla Terra-Filmverleih, il film fu proibito ai minori e uscì nelle sale cinematografiche tedesche il 29 aprile 1929. In Italia, ottenne il visto di censura numero 25750 concesso il 31 maggio 1930 e venne distribuito dalla Terra Film in una versione di 2149 metri.